# Dubréka
Dubréka ist eine Ortschaft in der Region Kindia in Guinea. Sie liegt an der Sangaréya-Bucht, am Fuß des Kakoulima (1011 m), an der Nationalstraße N.3. In Dubréka befinden sich ein Krankenhaus der Regelversorgung, Hotels, ein großer Markt, eine Wellblechfabrik und eine Mühle („Grands Moulins de Guinée“). Außerdem haben ein Lehrerbildungsseminar („École Nationale des Instituteurs“) und mehrere Bildungseinrichtungen des sekundären Sektors (Gymnasien und Berufsschulen) in Dubréka ihren Sitz.

## Einwohnerentwicklung
Die folgende Übersicht zeigt die Einwohnerzahlen nach dem jeweiligen Gebietsstand seit der Volkszählung 1983.
| Jahr          | Einwohner |
| ------------- | --------- |
| 1983 (Zensus) | 3.205     |
| 1996 (Zensus) | 5.763     |
| 2014 (Zensus) | 157.017   |